# 唐津鉄道
唐津鉄道（からつてつどう）は、かつて佐賀県において現在の九州旅客鉄道（JR九州）唐津線の一部を建設・運行していた私設鉄道である。創立当初は唐津興業鉄道（からつこうぎょうてつどう）と称した。初代九州鉄道に合併され、さらに鉄道国有法により路線は国有化された。

## 歴史
現在の唐津線沿線の唐津炭田から産出される石炭を唐津港へ輸送することと、沿線の松浦川及び牛津川の舟運を置き換えることを目的として計画された。地元の石炭採掘や輸送に関わる企業や有力者を中心として、東松浦郡庁の後援も得たが資金調達力が弱かったことから大阪方面の投資家からの資金導入を行い、資本金120万円をもって会社設立にこぎつけ、路線建設に着手した。
しかし、設立直後から経済情勢が変化し資金不足に陥り、株主・経営陣間と経営陣内部での対立が深まる事態になった。1898年（明治30年）には建設中の計画変更等の放漫経営への批判から役員が総退陣するに至った。その後も株式増資ができず資金調達を社債発行に頼る状態が続き、唐津興業鉄道の経営は北浜銀行他の在阪資本が主導権を握るようになった。1900年（明治33年）には社名を唐津鉄道に変更したが経営状態は改善できないまま、1901年（明治34年）10月に買収価格145万円（九州鉄道株2万9000株）をもって九州鉄道社長仙石貢と唐津鉄道社長南清との間で唐津鉄道買収に関する契約が成立した。

### 年表
路線消長の詳細は唐津線を参照
- 1894年（明治27年）4月17日：発起人草場猪之吉外28名より唐津 - 牛津間の鉄道敷設を出願
- 1895年（明治28年）1月28日：東松浦郡長加藤海蔵が郡長を辞し唐津興業鉄道社長に就任
- 1896年（明治29年）2月7日：免許状下付[1]
- 1896年（明治29年）4月16日：唐津興業鉄道株式会社設立登記
- 1898年（明治31年）4月24日：翌日にかけて株主総会を行い、加藤社長以下役員総退陣
- 1898年（明治31年）12月1日：山本 - 妙見（現西唐津）-大島（貨物駅）間を新規開業[2]
- 1899年（明治32年）6月13日：山本-巌木間を開業[3]
- 1900年（明治33年）1月6日：南清が社長に就任し九州鉄道との合併まで務める
- 1900年（明治33年）4月18日：臨時株主総会で社名を唐津鉄道株式会社へ変更[4]
- 1900年（明治33年）4月27日：鉄道免許状下付（東松浦郡鬼塚村-同郡北波多村大字岸山、同郡相知村-同村相知炭鉱間）[5]
- 1902年（明治35年）2月22日：株主総会の決議により解散[6]
- 1902年（明治35年）2月23日：九州鉄道に合併

## 路線
九州鉄道への合併直前の路線を示す。
- 莇原（現多久）- 山本 - 妙見（現西唐津） - 大島

## 輸送・収支実績
| 年度 | 乗客（人） | 貨物量（トン） | 営業収入（円） | 営業費（円） | 益金（円） |
| ---- | ---------- | -------------- | -------------- | ------------ | ---------- |
| 1898 | 80,255     | 1,335          | 6,291          | 4,735        | 1,556      |
| 1899 | 447,923    | 98,419         | 71,279         | 44,025       | 27,254     |
| 1900 | 573,458    | 185,620        | 135,627        | 61,876       | 73,751     |

- 「官私設鉄道運輸延哩程累年表」「官私設鉄道営業収支累年表」『鉄道局年報』明治38年度（国立国会図書館デジタルコレクション）
- 1900年度には社債金113万5800円、借入金4万8000円をかかえていた。『日本国有鉄道百年史 第4巻』582頁

## 車両
九州鉄道買収時機関車5両、客車15両、貨車184両

### 蒸気機関車
1-4
スイス・ロコモティブ・アンド・マシン・ワークス (SLM) 社製。のち九州鉄道形式186 (186-189) → 鉄道院1500形 (1500-1503)。
5
SLM社製。のち九州鉄道形式190 (190) → 八幡製鉄所11 → 同社205

### 客車
九州鉄道へ引き継がれた客車は15両で四輪三等車6両、四輪一二等車4両、四輪三等緩急合造車2両、四輪三等郵便緩急合造車3両

### 貨車
九州鉄道へ引き継がれた貨車は184両で有蓋貨車（7トン積）8両、魚運車（7トン積）2両、砂利車（6トン積）24両、石炭車（7トン半積）150両

### 車両数の推移
| 年度 | 機関車 | 客車 | 貨車 |
| ---- | ------ | ---- | ---- |
| 1899 | 3      | 15   | 34   |
| 1900 | 5      | 15   | 184  |
| 1901 | 5      | 15   | 184  |

- 「私設鉄道現況累年表」『鉄道局年報』明治38年度（国立国会図書館デジタルコレクション）